# Maria Bernard
Maria Bernard-Galea (* 6. April 1993 in Calgary als Maria Bernard) ist eine kanadische Leichtathletin, die sich auf den Hindernislauf spezialisiert hat.

## Sportliche Laufbahn
Erste internationale Erfahrungen sammelte Maria Bernard bei den Crosslauf-Weltmeisterschaften 2011 in Punta Umbría, bei denen sie nach 22:00 min auf den 61. Platz im U20-Rennen gelangte. Anschließend belegte sie bei den Panamerikanischen Juniorenmeisterschaften in Miramar in 9:51,48 min den vierten Platz im 3000-Meter-Lauf. Im Jahr darauf schied sie bei den Juniorenweltmeisterschaften in Barcelona mit 4:25,47 min in der ersten Runde im 1500-Meter-Lauf aus und bei den Crosslauf-Weltmeisterschaften 2013 in Bydgoszcz wurde sie nach 26:58 min 76. im Einzelrennen. Im Jahr darauf gewann sie bei den U23-NACAC-Meisterschaften in Kamloops in 9:55,69 min die Silbermedaille über 3000 m Hindernis hinter der US-Amerikanerin Rachel Tomajczyk. 2015 belegte sie bei der Sommer-Universiade in Gwangju in 9:57,70 min den sechsten Platz im Hindernislauf und im Jahr darauf schied sie bei den Olympischen Sommerspielen in Rio de Janeiro mit 9:50,17 min im Vorlauf aus. 2017 verpasste sie bei den Weltmeisterschaften in London mit 9:59,45 min den Finaleinzug und auch bei den Weltmeisterschaften 2019 in Doha schied sie mit 9:57,03 min im Vorlauf aus. Bei den Crosslauf-Weltmeisterschaften 2023 in Bathurst wurde sie nach 37:23 min 46. im Einzelrennen.

## Persönliche Bestzeiten
- 3000 Meter: 9:10,72 min, 1. Februar 2020 in Seattle
- 5000 Meter: 15:51,63 min, 24. Juni 2022 in Langley
- 3000 m Hindernis: 9:36,12 min, 9. Juli 2019 in Azusa